# FC Savit Mogilev
El FC Savit Mogilev fue un equipo de fútbol de Bielorrusia que alguna vez jugó en la Liga Premier de Bielorrusia, la máxima categoría de fútbol en el país.

## Historia
Fue fundado en el año 2005 en la ciudad de Mogilev y en algunos casos erróneamente se asocia como el sucesor del FC Torpedo-Kadino Mogilev, el cual desapareció en 2005, pero ambas instituciones fueron compuestas por personajes distintos, los colores de ambos clubes son distintos y todos diferente desde el punto de vista legal.
El club debuta en el año 2006 en la Segunda División de Bielorrusia, logrando el ascenso a la Primera División de Bielorrusia esa temporada. En 2007 gana el título de la segunda categoría y logra el ascenso a la Liga Premier de Bielorrusia, debutando en la temporada 2008, en la que terminaron en 15º lugar y descendieron de categoría.
Al finalizar la temporada, los directivos decidieron desaparecer al club en 2009 debido a que no era rentable para ellos tener dos equipos en la ciudad de Mogilev (el otro es el FC Dnepr Mogilev).

## Palmarés
- Primera División de Bielorrusia: 1

2007